# Paul Krings
Paul Krings (* 19. April 1917 in Solingen; † 2. November 1985) war ein deutscher Politiker und ehemaliger Landtagsabgeordneter (SPD).

## Leben und Beruf
Nach dem Besuch der Volksschule absolvierte er eine Schlosserlehre. Nach Kriegsdienst und Rückkehr aus der Gefangenschaft war er von 1950 bis 1956 Straßenbahn- und Busfahrer. Von 1956 bis 1979 war Krings Geschäftsführer der Gewerkschaft Öffentliche Dienste, Transport und Verkehr im Kreis Solingen.

## Abgeordneter
Vom 29. Mai 1980 bis zu seinem Tod am 2. November 1985 war Krings Mitglied des Landtags des Landes Nordrhein-Westfalen. Er wurde jeweils im Wahlkreis 039 Solingen II direkt gewählt.
Dem Stadtrat der Stadt Solingen gehörte er ab 1962 an.

## Ehrungen
1977 bekam Krings den Ehrenring der Stadt Solingen verliehen.